# Arrondissement d'Erding
L'arrondissement d'Erding est un arrondissement  (Landkreis en allemand) de Bavière   (Allemagne) situé dans le district (Regierungsbezirk en allemand) de Haute-Bavière. 
Son chef lieu est Erding.

## Villes, communes & communautés d'administration
(nombre d'habitants en 2006)
| Städte 1. Erding (33 438) 2. Dorfen (13 422) Märkte 1. Isen (5 223) 2. Wartenberg (4 665) Verwaltungsgemeinschaften 1. Hörlkofen (Communes Walpertskirchen et Wörth) 2. Oberding (Communes Eitting et Oberding) 3. Oberneuching (Communes Neuching et Ottenhofen) 4. Pastetten (Communes Buch a.Buchrain et Pastetten) 5. Steinkirchen (Communes Hohenpolding, Inning a.Holz, Kirchberg et Steinkirchen) 6. Wartenberg (Markt Wartenberg ainsi que les communes Berglern et Langenpreising) | Gemeinden 1. Berglern (2 443) 2. Bockhorn (3 439) 3. Buch am Buchrain (1 397) 4. Eitting (2 312) 5. Finsing (4 040) 6. Forstern (3 180) 7. Fraunberg (3 305) 8. Hohenpolding (1 453) 9. Inning am Holz (1 407) 10. Kirchberg (915) 11. Langenpreising (2 557) 12. Lengdorf (2 684) 13. Moosinning (5 256) 14. Neuching (2 362) 15. Oberding (5 263) 16. Ottenhofen (1 788) 17. Pastetten (2 421) 18. Sankt Wolfgang (4 207) 19. Steinkirchen (1 161) 20. Taufkirchen (Vils) (8 926) 21. Walpertskirchen (1 994) 22. Wörth (4 457) |